# Péla
La péla ou pèlâ est un plat de pommes de terre et de fromage, originaire du massif des Bornes ou Aravis, en Haute-Savoie,. Une variante existe dans la Combe de Savoie. La recette de tartiflette en est dérivée,.

## Étymologie
Le mot péla ou pélâ est un mot issu du savoyard pélâ, équivalent du mot poêlée en français. Le mot pélâ dérive très probablement du mot latin patella qui désigne une poêle. Par extension, ce même mot désigne aussi le mets cuisiné dans cet ustensile.

## Présentation
La péla est un plat de pommes de terre, en général non épluchées, coupées en cubes, rissolées à l'huile, auxquelles on ajoute des oignons et du fromage, puis qu'on place dans une poêle à long manche,. Autrefois, elle cuisait dans l’âtre jusqu'à ce que le reblochon disposé sur les pommes de terre soit fondu,. 
Elle se différencie de la tartiflette, qui est cuite au four, et par la préparation des pommes de terre, par l'absence de lardons, et par le fait que traditionnellement, les pommes de terre sont cuites avec leur peau.
De même que la tartiflette se décline en croziflette, la péla peut aussi se préparer avec des crozets à la place des pommes de terre.